# Gębice (powiat Gostyński)
Gębice is een dorp in de Poolse woiwodschap Groot-Polen. De plaats maakt deel uit van de gemeente Pępowo.